# Gudhems och Kåkinds tingslag
Gudhems och Kåkinds tingslag var ett tingslag i Skaraborgs län.
Tingslaget bildades den 1 januari 1938 (enligt beslut den 21 april 1933 och den 22 oktober 1937) genom av ett samgående av Gudhems tingslag och Kåkinds tingslag. 1971 upplöstes tingslaget och verksamheten överfördes till Skövde tingsrätt.
Tingslaget ingick i Skövde domsaga, bildad 1 januari 1938.

## Kommuner
Tingslaget bestod den 1 januari 1952 av följande kommuner:
- Gudhems landskommun
- Hjo stad
- Stenstorps landskommun
- Skultorps landskommun
- Tibro köping
- Värsås landskommun

### Fotnoter
1. ↑   (PDF) Folkräkningen den 31 december 1940, I, Areal och folkmängd inom särskilda förvaltningsområden m.m., Befolkningsagglomerationer. Stockholm: Statistiska centralbyrån. 1942. sid. 151-152. Arkiverad från originalet den 9 oktober 2014. https://www.webcitation.org/6TCcNWXzt?url=http://www.scb.se/Grupp/Hitta_statistik/Historisk_statistik/_Dokument/SOS/Folkrakningen_1940_1.pdf. Läst 9 oktober 2014 Arkiverad 1 november 2013 hämtat från the Wayback Machine.
2. ↑   (PDF) Folkräkningen den 31 december 1950, I, Areal och folkmängd inom särskilda förvaltningsområden m.m., Tätorter. Stockholm: Statistiska centralbyrån. 1952-05-19. sid. 81. Arkiverad från originalet den 1 oktober 2014. https://www.webcitation.org/6T09ZkyrB?url=http://www.scb.se/Grupp/Hitta_statistik/Historisk_statistik/_Dokument/SOS/Folkrakningen_1950_1.pdf. Läst 9 oktober 2014 Arkiverad 29 oktober 2013 hämtat från the Wayback Machine.